# Телериг
Телериг (болг. Телериг) — хан Болгарії з 768 до 777 року.
Його правління поклало край тривалій внутрішній кризі Болгарської держави.
Вперше ім'я Телерига згадується 774 року у зв'язку із сьомим походом імператора Костянтина V на Болгарію. Тоді імператор з величезним флотом прямував до Дунаю, але через сильний вітер він був змушений здійснити висадку біля сучасної Варни. Після цього він вирішив повернутися і не продовжувати похід. До того ж в цей час прибули болгарські посланці із проханням миру. Мир було підписано, а імператор повернувся до Константинополя.
Наприкінці того ж року Телериг відрядив 12-тисячну армію до Верзитії з метою переселити більшу частину населення до Болгарії. Але візантійські агенти попередили про це імператора, і він, пішовши на Телерига війною, здобув перемогу.
Знаючи про зрадників, Телериг написав листа Костянтину, в якому писав, що збирається залишити престол та рятуватися у Візантії. У зв'язку з цим він просив надати йому імена всіх агентів імператора у Болгарії, щоб спираючись на їхню допомогу, дістатися Візантії. Костянтина цей лист не здивував, оскільки протягом останніх 20-ти років болгарські правителі змінювалися надто часто, а втікати до Візантії, рятуючи життя, було звичайною справою. Тож імператор виконав всі вимоги Телерига. Той же, отримавши імена таємних агентів, всіх їх стратив.
Та 777 року після чергового перевороту, хан справді був змушений тікати до Константинополя.
Імператор Лев IV Хозар, син Костянтина V з радістю прийняв його. У Візантії Телериг прийняв християнство й отримав нове ймення Феофілакт. Після цього імператор надав йому титул патриція та оженив з родичкою дружини.